# ゲイリー・クーパー
ゲイリー・クーパー（Gary Cooper、[gɛəri kúːpə]、本名: フランク・ジェームズ・クーパー、1901年5月7日 - 1961年5月13日）は、アメリカ合衆国モンタナ州ヘレナ出身の俳優。愛称はクープ。

## 経歴
両親ともにイングランド系。父親はイングランドのベッドフォードシャー州、母親は同イングランドのケント州出身。父親は著名な弁護士で、米国モンタナ州最高裁判事、かつ牧場主だった。ゲイリーはアイオワ州のグリネル大学で学ぶが卒業はせず、両親の持つ牧場で働きながら商業デザイナーを目指して新聞に漫画を書くようになる。1924年秋、父親が裁判官を辞め親戚の財産後見人としてロサンゼルスに移ることになったため、母親らと共に移動することになった 。
ロサンゼルスでセールスマン等の仕事に就くが長続きしなかった。しかし、友人のツテでその191cmの長身を生かして1924年以降から西部劇映画のエキストラ出演を始め、俳優を志すようになる。1925年、名前をゲイリー・クーパーと変え、1926年、『夢想の楽園』で本格的に映画デビューした。クーパーが小さな役で出演しているこの映画を見たパラマウント映画の製作本部長は「この男は、うしろ向きに立っているだけで女性ファンの心をつかむ」と見込んで契約した。1927年、『アリゾナの天地』で主役を演じてからは、しばらくは主にB級西部劇で活躍した。
1929年、『バージニアン』で西部劇スターとしての地位を確立する。そして翌年、マレーネ・ディートリヒと共演した『モロッコ』で世界的な大スターの仲間入りを果たす。また、1936年、『オペラハット』でアカデミー主演男優賞にノミネートされるなど、順調にキャリアを重ねていった。また、映画館主が選出するドル箱スターベスト･テンにおいて1937年から1957年の21年もの間に、19回もランキングされていた。

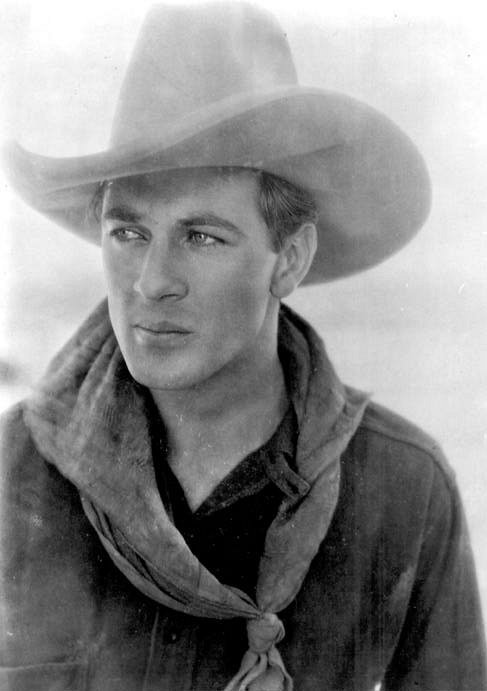
初出演映画『夢想の楽園』（1926年）

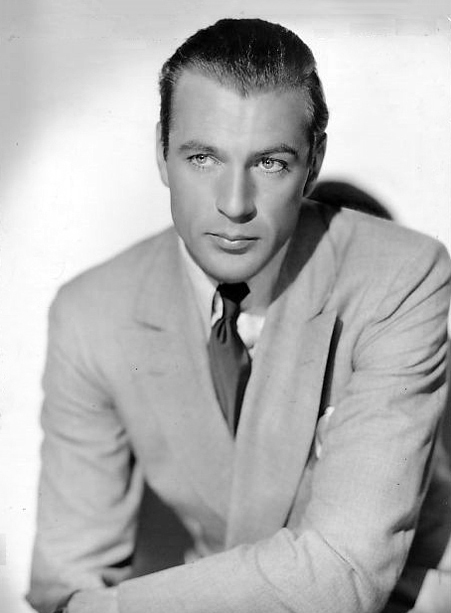
1936年

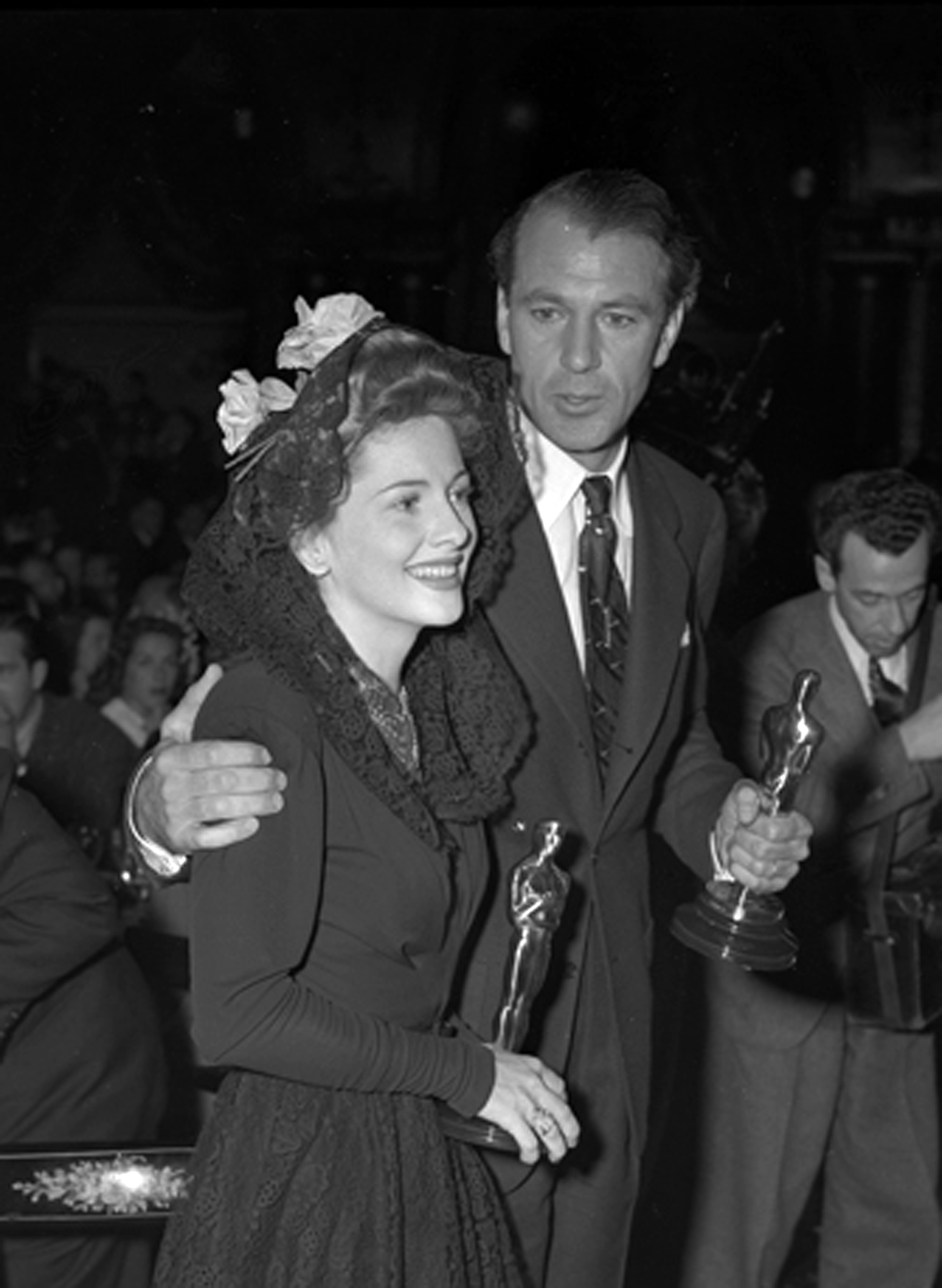
ジョーン・フォンテインと共に（1942年2月27日）

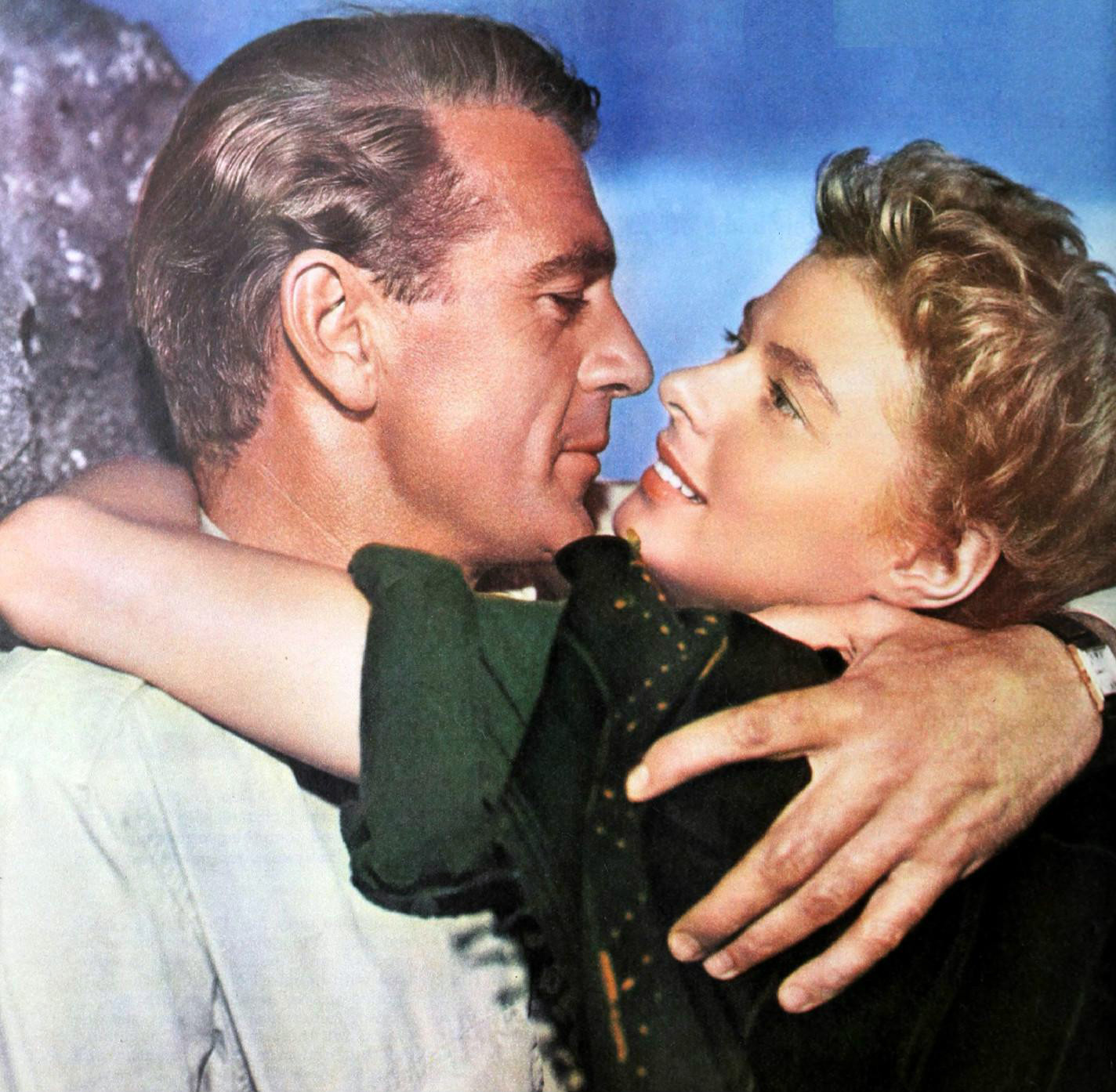
イングリッド・バーグマンと共演した映画『誰が為に鐘は鳴る』（1943年）

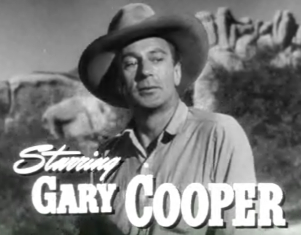
映画『無宿者』（1945年）

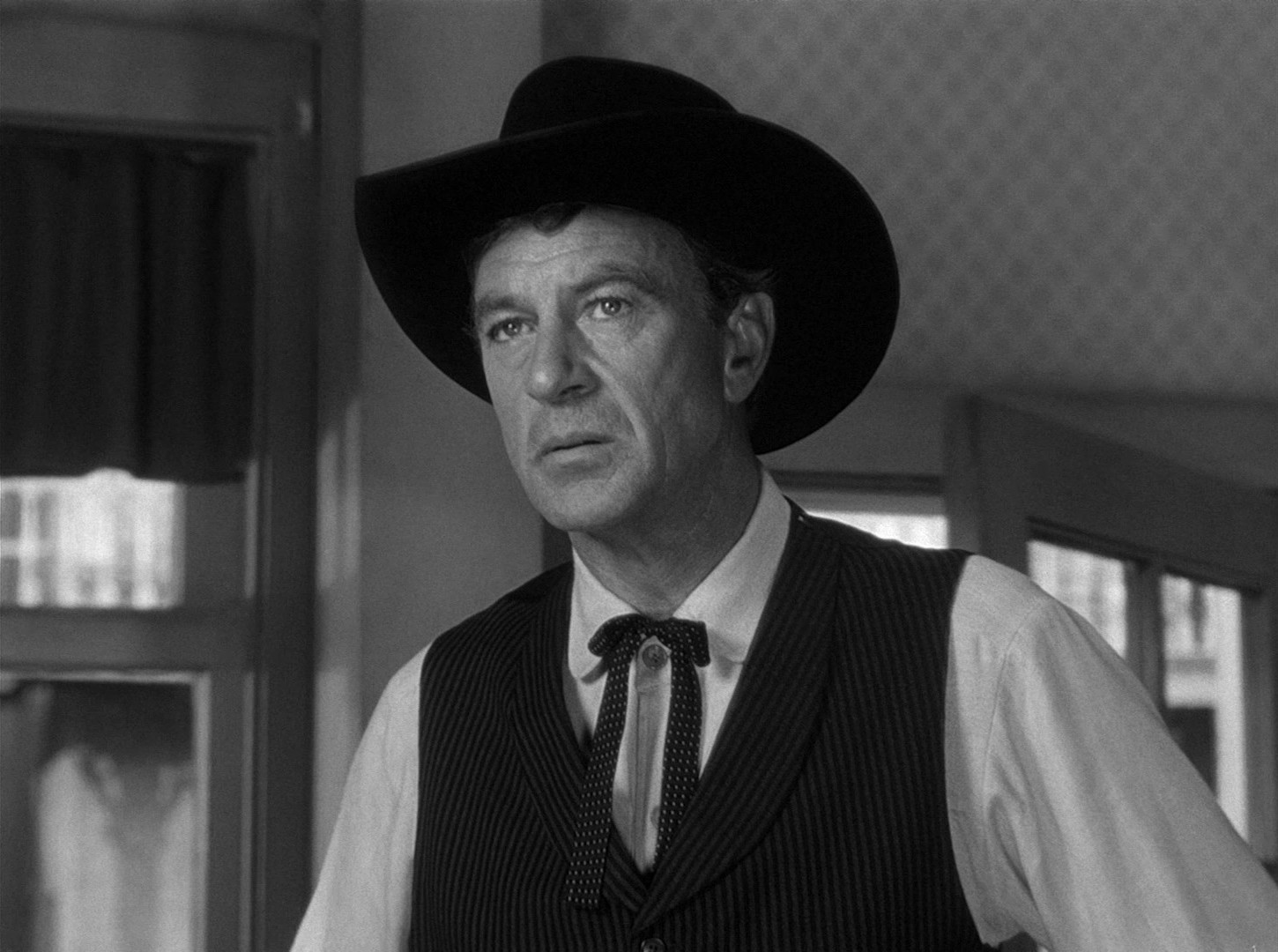
映画『真昼の決闘』（1952年）

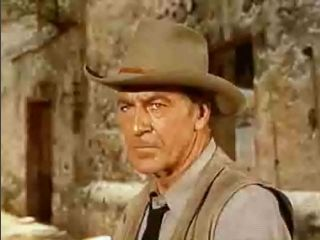
映画『ベラクルス』（1954年）

その一方、1939年に大ヒットした『風と共に去りぬ』のレット・バトラー役をオファーされていたが、辞退している。また、アルフレッド・ヒッチコックは1940年の『海外特派員』と1942年の『逃走迷路』にクーパーを希望したが、当時サスペンスは低俗なものとみなされていたためこれも断っている。しかし、前者の公開された『海外特派員』を見たクーパーは、オファーに応じて出演しておけばよかったと後悔したという。
大根役者と言われた時期もあったが、1941年に伝記映画『ヨーク軍曹』でアカデミー主演男優賞を獲得する。翌年、『打撃王』で再びアカデミー主演男優賞にノミネートされる。
1944年には自らのプロダクションを設立するが、『無宿者』を発表しただけで解散した。1949年には、駆け出しの女優だったパトリシア・ニールと不倫スキャンダルが発覚した。
1952年には『真昼の決闘』で二度目のアカデミー主演男優賞を獲得する。この際クーパー本人はアカデミー賞授賞式に出席せず、代理人としてジョン・ウェインがオスカー像を受け取った。
亡くなる直前、1960年にアカデミー名誉賞が贈られるなど、幸せな映画人生を送った。カンヌ国際映画祭は彼の死後、ゲイリー・クーパー賞を設立した。

## 私生活
1933年に美術監督のセドリック・ギボンズの姪で、元女優でソーシャライトのヴェロニカ・ヴァルフと結婚し、一人娘マリア・クーパー＝ジャニス（画家。ピアニストのバイロン・ジャニスの夫人）をもうけた。1949年には『摩天楼』で共演した女優のパトリシア・ニールとの交際が発覚し、一時妻と別居していた。クーパーとパトリシアは3年間不倫関係にあった。彼女は妊娠したが、クーパーの妻はカトリック教徒であるため離婚に応じず、子供を中絶せざるをえなかった。それが明るみに出て大スキャンダルになった。その後二人は別れた。
1961年5月13日、前立腺癌で死去。60歳。一流監督に愛され、良き時代のアメリカを代表するスターでもあった。

## 出演作品
| 公開年 | 邦題 原題                                          | 役名                            | 備考                                                   |
| ------ | -------------------------------------------------- | ------------------------------- | ------------------------------------------------------ |
| 1926   | 夢想の楽園 The Winning of Barbara Worth            | エイブ・リー                    |                                                        |
| 1927   | あれ IT                                            | リポーター                      |                                                        |
| 1927   | 赤ちゃん母さん Children of Divorce                 | エワード・B・ララビー（テッド） |                                                        |
| 1927   | アリゾナの天地 Arizona Bound                       | デイヴ                          |                                                        |
| 1927   | つばさ Wings                                       | ホワイト                        |                                                        |
| 1927   | ネヴァダ男 Nevada                                  | ネヴァダ                        |                                                        |
| 1927   | 令嬢馬賊 The Last Outlaw                           | バディ・ホール                  |                                                        |
| 1928   | 試験結婚 Half a Bride                              | エドモンド                      |                                                        |
| 1928   | ボー・サブルウ Beau Sabreur                        | アンリ・デ・ボー・サブルウ      |                                                        |
| 1928   | 大尉の娘 Doomsday                                  | アーノルド                      |                                                        |
| 1928   | 空征かば The Legion of the Condemned               | ゲイル・プライス                |                                                        |
| 1928   | ライラック・タイム Lilac Time                      | フィリップ                      |                                                        |
| 1928   | 希望の船 The First Kiss                            | マリガン・タルボット            |                                                        |
| 1928   | 店曝しの天使 The Shopworn Angel                    | ウィリアム                      |                                                        |
| 1929   | 狼の唄 Wolf Song                                   | サム・ラッシュ                  |                                                        |
| 1929   | 裏切者 Betrayal                                    | アンドレ・フレイ                |                                                        |
| 1929   | ヴァジニアン The Virginian                         | ヴァジニアン                    |                                                        |
| 1930   | 七日間の休暇 Seven Days' Leave                     | ケネス・ダウニー                |                                                        |
| 1930   | 勇者ならでは Only the Brave                        | ジェームズ・ブライドン          |                                                        |
| 1930   | テキサス無宿 The Texan                             | エンリケ                        |                                                        |
| 1930   | ワイオミングの男 A Man From Wyoming                | ジム・ベイカー                  |                                                        |
| 1930   | パラマウント・オン・パレード Paramount on Parade   | ハンター                        |                                                        |
| 1930   | 掠奪者/スポイラーズ The Spoilers                   | ロイ                            |                                                        |
| 1930   | モロッコ Morocco                                   | トム・ブラウン                  |                                                        |
| 1931   | 戦ふ隊商/激斗の河 Fighting Caravans                | クリント・ベルメット            |                                                        |
| 1931   | 市街 City Streets                                  | キッド                          |                                                        |
| 1931   | 失われし抱擁 I Take This Woman                     | トム                            |                                                        |
| 1931   | 貨物船と女 His Woman                               | サム                            |                                                        |
| 1932   | 悪魔と深海 Devil and the Deep                      | センプター                      |                                                        |
| 1932   | 百万円貰ったら If I Had a Million                  | スティーヴ                      |                                                        |
| 1932   | 戦場よさらば A Farewell to Arms                    | フレデリック・ヘンリー          |                                                        |
| 1933   | 今日限りの命 Today We Live                         | ボガード                        |                                                        |
| 1933   | 或る日曜日の午後 One Sunday Afternoon              | ビフ                            |                                                        |
| 1933   | 生活の設計 Design for Living                       | ジョージ・カーティス            |                                                        |
| 1933   | 砲煙と薔薇 Operator 13                             | ジャック                        |                                                        |
| 1933   | 不思議の国のアリス Alice in Wonderland             | 白い騎士                        |                                                        |
| 1934   | 久遠の誓ひ Now and Forever                         | ジェリー・デイ                  |                                                        |
| 1935   | ベンガルの槍騎兵 The Lives of a Bengal Lancer      | アラン・マクレガー              |                                                        |
| 1935   | 結婚の夜 The Wedding Night                         | トニー                          |                                                        |
| 1935   | 永遠に愛せよ/ゴウゴウとミムシー Peter Ibbetson     | ピーター                        |                                                        |
| 1936   | 真珠の頚飾 Desire                                  | トム・ブラッドレー              |                                                        |
| 1936   | オペラハット Mr. Deeds Goes to Town                | ロングフェロー・ディーズ        |                                                        |
| 1936   | ハリウッド大通り Hollywood Boulevard               |                                 | クレジットなし                                         |
| 1936   | 将軍暁に死す The General Died at Dawn              | オハラ                          |                                                        |
| 1936   | 平原児 The Plainsman                               | ワイルド・ビル・ヒコック        |                                                        |
| 1937   | 海の魂 Souls at Sea                                | ナギン・テイラー                |                                                        |
| 1938   | マルコ・ポーロの冒険 The Adventures of Marco Polo  | マルコ・ポーロ                  |                                                        |
| 1938   | 青髭八人目の妻 Bluebeard's Eighth Wife             | マイケル・ブランドン            |                                                        |
| 1938   | 牧童と貴婦人 The Cowboy and the Lady               | ストレッチ                      |                                                        |
| 1939   | ボー・ジェスト Beau Geste                          | ボー・ジェスト                  |                                                        |
| 1939   | 暁の討伐隊 The Real Glory                          | ビル・カナヴァン                |                                                        |
| 1940   | 西部の男 The Westerner                             | コール・ハーデン                |                                                        |
| 1940   | 北西騎馬警官隊 North West Mounted Police           | ダスティ・リヴァース            |                                                        |
| 1941   | 群衆 Meet John Doe                                 | ジョン・ドゥー                  |                                                        |
| 1941   | ヨーク軍曹 Sergeant York                           | アルヴィン・C・ヨーク           | アカデミー主演男優賞 受賞                              |
| 1941   | 教授と美女 Ball of Fire                            | バートラム・ポッツ教授          |                                                        |
| 1942   | 打撃王 The Pride of the Yankees                    | ルー・ゲーリッグ                |                                                        |
| 1943   | 誰が為に鐘は鳴る For Whom the Bell Tolls           | ロバート・ジョーダン            |                                                        |
| 1944   | 軍医ワッセル大佐 The Story of Dr. Wassell          | ワッセル大佐                    |                                                        |
| 1944   | クーパーの花婿物語 Casanova Brown                  | カサノバ・ブラウン              |                                                        |
| 1945   | 無宿者 Along Came Jones                            | メロディ・ジョーンズ            |                                                        |
| 1945   | サラトガ本線 Saratoga Trunk                        | クリント・マローン              |                                                        |
| 1946   | 外套と短剣 Cloak and Dagger                        | アルヴァ・ジェスパー教授        |                                                        |
| 1947   | 征服されざる人々 Unconquered                       | クリストファー・ホールデン      |                                                        |
| 1948   | 善人サム Good Sam                                  | サミュエル・クレイトン（サム）  |                                                        |
| 1949   | 摩天楼 The Fountainhead                            | ハワード・ロアーク              |                                                        |
| 1949   | 機動部隊 Task Force                                | ジョナサン・L・スコット         |                                                        |
| 1950   | 燃えつきた欲望 Bright Leaf                         | ブラント                        |                                                        |
| 1950   | ダラス Dallas                                      | ブライド・ホリスター            |                                                        |
| 1951   | 大いなる国 It's a Big Country                      | テキサス                        |                                                        |
| 1951   | 遠い太鼓 Distant Drums                             | クインシー・ワイアット          |                                                        |
| 1952   | 真昼の決闘 High Noon                               | ウィル・ケーン保安官            | アカデミー主演男優賞 受賞 主演男優賞 (ドラマ部門) 受賞 |
| 1952   | スプリングフィールド銃 Springfield Rifle           | レックス                        |                                                        |
| 1953   | 楽園に帰る Return to Paradise                      | モーガン                        |                                                        |
| 1953   | 吹き荒ぶ風 Blowing Wild                            | ジェフ                          |                                                        |
| 1954   | 悪の花園 Garden of Evil                            | フッカー                        |                                                        |
| 1954   | ベラクルス Vera Cruz                               | ベン・トレーン                  |                                                        |
| 1955   | 軍法会議 The Court-Martial of Billy Mitchell       | ウィリアム・ミッチェル          |                                                        |
| 1956   | 友情ある説得 Friendly Persuasion                   | ジェス・バードウェル            |                                                        |
| 1957   | 昼下りの情事 Love in the Afternoon                 | フランク・フラナガン            |                                                        |
| 1958   | 秘めたる情事 Ten North Frederick                   | ジョー                          |                                                        |
| 1958   | 西部の人 Man of the West                           | リンク・ジョーンズ              |                                                        |
| 1959   | 縛り首の木 The Hanging Tree                        | ジョセフ・フレイル（ドク）      |                                                        |
| 1959   | 腰抜け列車強盗 Alias Jesse James                   | カウボーイ                      | クレジットなし                                         |
| 1959   | コルドラへの道 They Came to Cordura                | トーマス・ソーン                |                                                        |
| 1959   | メリー・ディア号の難破 The Wreck of the Mary Deare | ギデオン・パッチ                |                                                        |
| 1961   | 六年目の疑惑 The Naked Edge                        | ジョージ・ラドクリフ            |                                                        |

## 受賞とノミネート
| 賞                           | 年   | 部門                    | 作品名           | 結果       |
| ---------------------------- | ---- | ----------------------- | ---------------- | ---------- |
| アカデミー賞                 | 1936 | 主演男優賞              | オペラハット     | ノミネート |
| アカデミー賞                 | 1941 | 主演男優賞              | ヨーク軍曹       | 受賞       |
| アカデミー賞                 | 1942 | 主演男優賞              | 打撃王           | ノミネート |
| アカデミー賞                 | 1944 | 主演男優賞              | 誰が為に鐘は鳴る | ノミネート |
| アカデミー賞                 | 1952 | 主演男優賞              | 真昼の決闘       | 受賞       |
| アカデミー賞                 | 1960 | 名誉賞                  | N/A              | 受賞       |
| ゴールデングローブ賞         | 1952 | 主演男優賞 (ドラマ部門) | 真昼の決闘       | 受賞       |
| ゴールデングローブ賞         | 1956 | 主演男優賞 (ドラマ部門) | 友情ある説得     | ノミネート |
| ニューヨーク映画批評家協会賞 | 1941 | 主演男優賞              | ヨーク軍曹       | 受賞       |

## 余談
千葉真一はクーパーを尊敬する俳優として挙げており、少年時代に『真昼の決闘』を何度も見ていたと語っている。
ブルース・ウィリスは演技の手本としている俳優の一人にクーパーの名前を挙げている。